# Yutu 2 (månbil)
Yutu 2 (kinesiska: 玉兔二号; pinyin: Yùtù Èrhào) är en sexhjulig månbil som ingick i Kinas nationella rymdstyrelses projekt Chang'e 4. Månbilen sattes ner på månen inom ramen för kinesiska månutforskningsprogrammet.
Yutu 2 sköts upp 8 december 2018 och nådde månen 3 januari 2019.

## Historia
Månbilen är en vidareutveckling av Kinas första månbil, Yutu utvecklades av Shanghai Aerospace System Engineering Institute (SASEI) och Beijing Institute of Spacecraft System Engineering (BISSE).

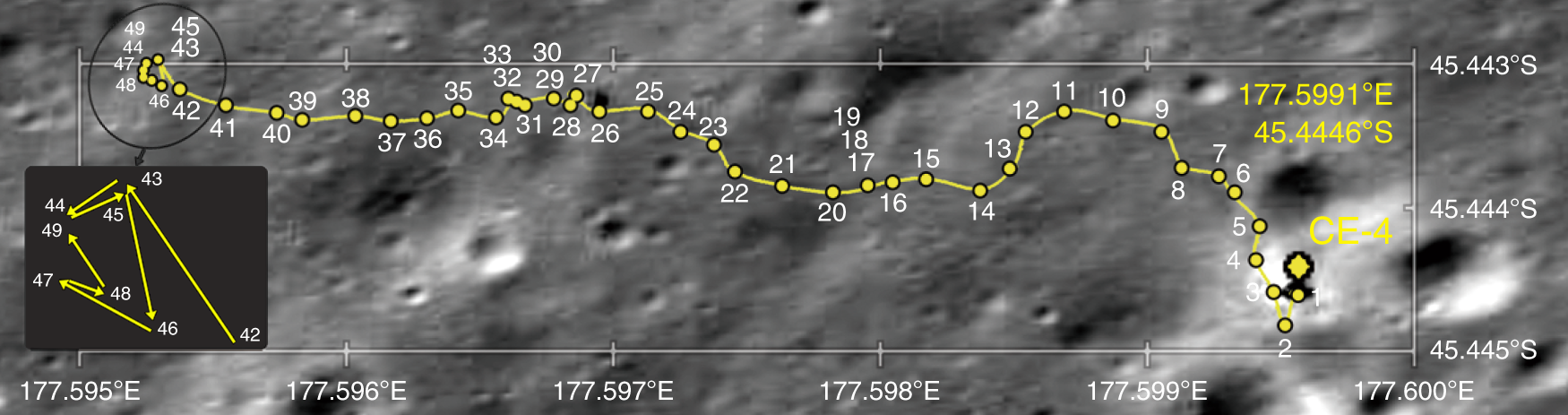